# 2000–2001-es magyar női labdarúgó-bajnokság (másodosztály)
A magyar női labdarúgó-bajnokság másodosztályában 2000–2001-ben nyolc csapat küzdött a bajnoki címért. A bajnoki címet a Miskolci VSC szerezte meg és jutott az NB I-be a második Győri ETO együttesével együtt.

## Végeredmény

### Nyugati csoport
| #  | Csapat               | M | GY | D | V | G+ – G– | GK  | P  | Megjegyzések        |
| -- | -------------------- | - | -- | - | - | ------- | --- | -- | ------------------- |
| 1. | Győri ETO            | 6 | 5  | 0 | 1 | 14–5    | +9  | 15 | Felsőházi rájátszás |
| 2. | Renova II            | 6 | 4  | 0 | 2 | 12–5    | +7  | 12 | Felsőházi rájátszás |
| 3. | Terán NFK-Győr       | 6 | 3  | 0 | 3 | 12–9    | +3  | 9  | Felsőházi rájátszás |
| 4. | Hungária-Viktória SC | 6 | 0  | 0 | 6 | 2–21    | −19 | 0  |                     |

### Keleti csoport
| #  | Csapat              | M | GY | D | V | G+ – G– | GK  | P  | Megjegyzések        |
| -- | ------------------- | - | -- | - | - | ------- | --- | -- | ------------------- |
| 1. | Miskolci VSC        | 6 | 5  | 1 | 0 | 32–2    | +30 | 16 | Felsőházi rájátszás |
| 2. | Algyői SK           | 6 | 3  | 1 | 2 | 28–7    | +21 | 10 | Felsőházi rájátszás |
| 3. | Debreceni VSC       | 6 | 3  | 0 | 3 | 33–11   | +22 | 9  | Felsőházi rájátszás |
| 4. | Dobó Katica SE-Eger | 6 | 0  | 0 | 6 | 1–74    | −73 | 0  |                     |

### Rájátszás
| #  | Csapat         | M  | GY | D | V | G+ – G– | GK  | P  | Megjegyzések |
| -- | -------------- | -- | -- | - | - | ------- | --- | -- | ------------ |
| 1. | Miskolci VSC   | 10 | 8  | 0 | 2 | 22–12   | +10 | 24 | NB I         |
| 2. | Győri ETO      | 10 | 6  | 2 | 2 | 27–11   | +16 | 20 | NB I         |
| 3. | Debreceni VSC  | 10 | 5  | 0 | 5 | 18–12   | +6  | 15 |              |
| 4. | Terán NFK-Győr | 10 | 4  | 1 | 5 | 20–19   | +1  | 13 |              |
| 5. | Renova II      | 10 | 3  | 1 | 6 | 7–19    | −12 | 10 |              |
| 6. | Algyői SK      | 10 | 2  | 0 | 8 | 9–23    | −14 | 6  |              |

Utolsó frissítés: 2001. június 30. 
Forrás: RSSSF - Hungary (Women) 2000/01 
A rangsorolás alapszabályai: 1. összpontszám, 2. győzelmek száma, 3. egymás elleni eredmények összpontszáma,  4. egymás elleni eredmények gólkülönbsége, 5. egymás elleni eredmények szerzett góljainak száma 6. gólkülönbség, 7. szerzett gólok száma.
(B): Bajnokcsapat, (K): Kieső csapat, (F): Feljutó csapat, (I): Kupainduló, (R): A rájátszás győztese, (KGY): Kupagyőztes